# Maillet (Indre)
Maillet ist eine französische Gemeinde mit 242 Einwohnern (Stand: 1. Januar 2022) im Département Indre in der Region Centre-Val de Loire; sie gehört zum Arrondissement La Châtre und zum Kanton Neuvy-Saint-Sépulchre. 

## Geographie
Maillet liegt etwa 27 Kilometer südlich von Châteauroux am Fluss Creuzançais. Nachbargemeinden von Maillet sind Bouesse im Norden und Nordosten, Gournay im Osten, Cluis im Südosten, Orsennes im Süden, Malicornay im Westen sowie Mosnay im Nordwesten.

## Bevölkerungsentwicklung
| Jahr                      | 1962 | 1968 | 1975 | 1982 | 1990 | 1999 | 2006 | 2013 |
| Einwohner                 | 444  | 377  | 331  | 283  | 261  | 248  | 258  | 268  |
| Quelle: Cassini und INSEE |      |      |      |      |      |      |      |      |

## Sehenswürdigkeiten

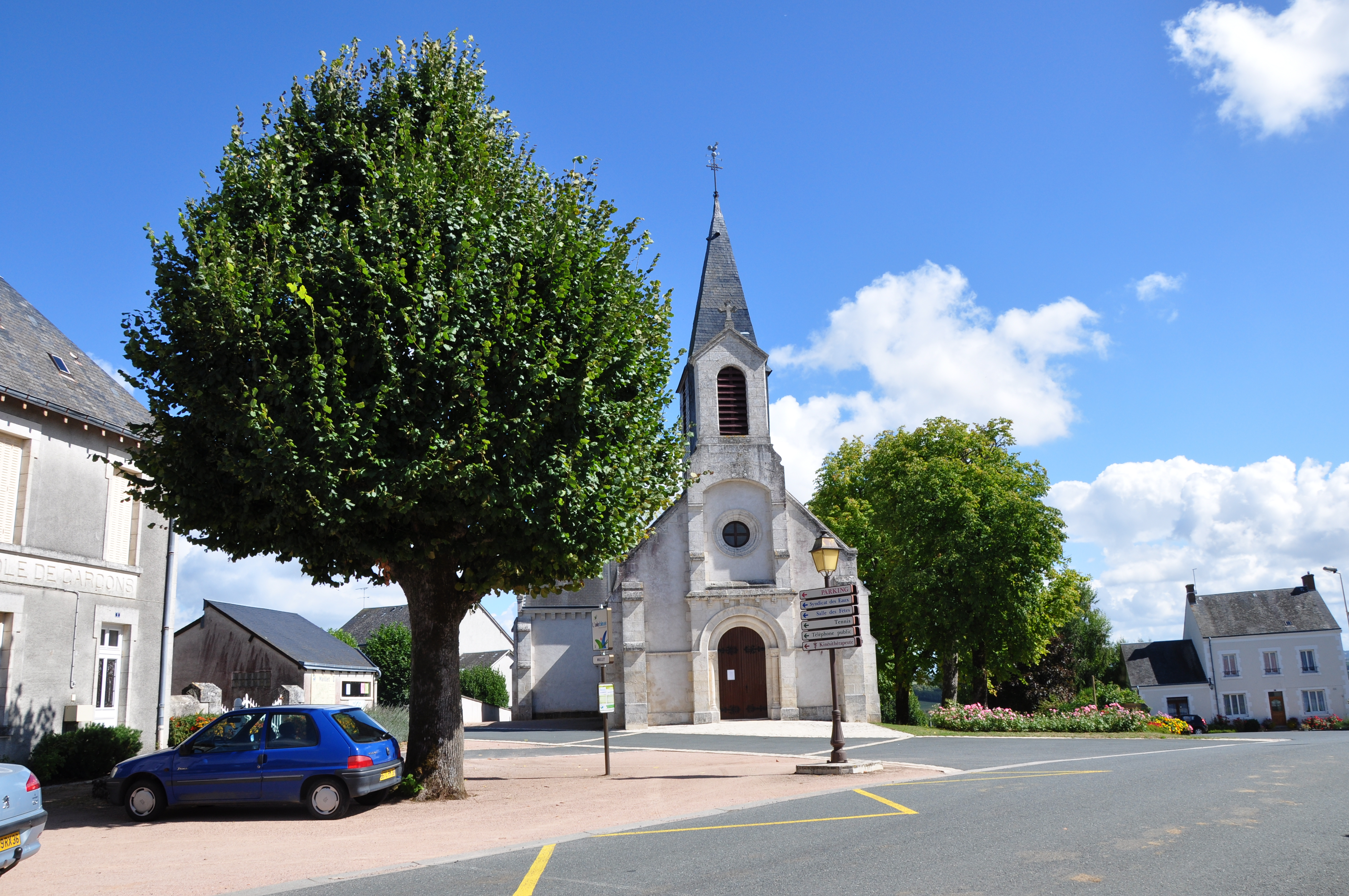
Kirche Saint-Martin

- Kirche Saint-Martin